# Bagooranahalli, Arsikere
Bagooranahalli là một làng thuộc tehsil Arsikere, huyện Hassan, bang Karnataka, Ấn Độ.